# Nordamerikanische Rattennattern
Die Nordamerikanische Rattennattern (Bogertophis) sind eine Gattung der Nattern. Diese ist im Südwesten der USA und im Norden Mexikos beheimatet. Bisher sind zwei Arten bekannt. Die Gattung wurde nach dem US-amerikanischen Herpetologen Charles Mitchill Bogert benannt.

## Arten
- Bogertophis rosaliae (Mocquard, 1899)

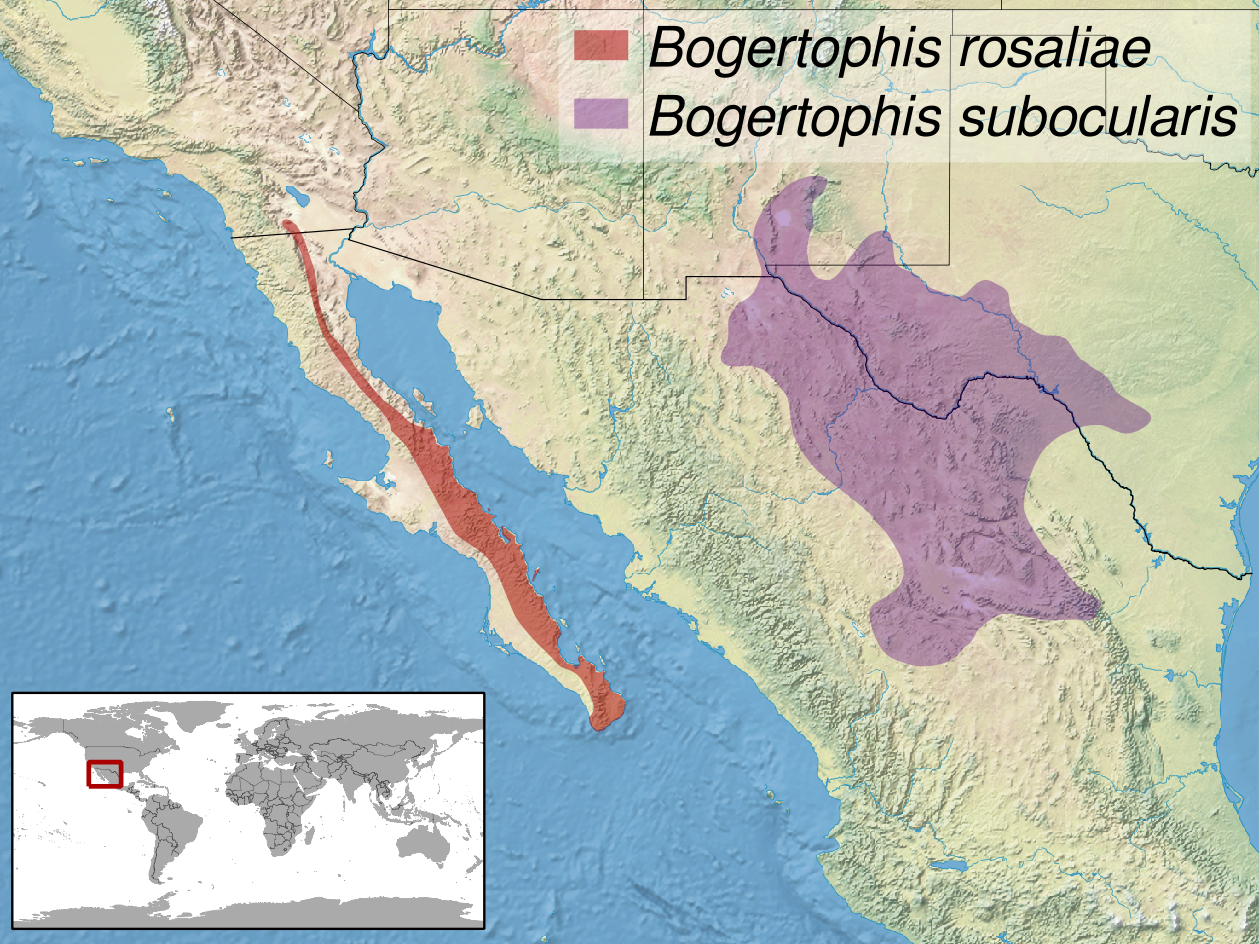
Verbreitungsgebiet nach IUCN

- Trans-Pecos-Rattennatter (Bogertophis subocularis (Brown, 1901))

## Beschreibung

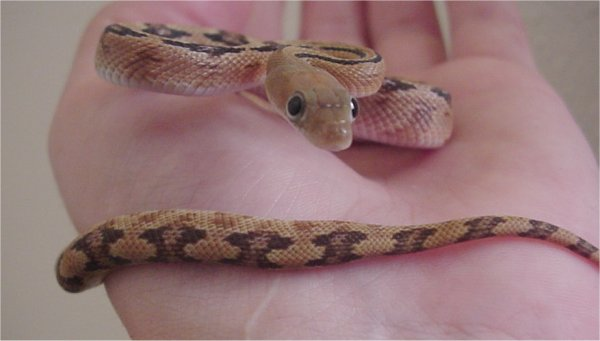
Junge Trans-Pecos-Rattennatter

Nordamerikanische Rattennattern haben lange, schlanke Körper und große Augen mit runden Pupillen. Sie können eine Länge von 1,4 Metern erreichen. Bogertophis rosaliae kann verschiedenfarbige Schattierungen besitzen, beispielsweise hellbraun, rot oder orange. Bogertophis subocularis ist dagegen meist hellbraun mit verbundenen schwarzen Flecken und zwei schwarzen Streifen hinter dem Nacken. An vereinzelten Orten findet man B. subcolaris in einer hellgelben oder silbernen Variante.

## Verhalten und Ernährung
Diese Natterngattung ist nachtaktiv und ernährt sich von Nagetieren und Fledermäusen, teilweise auch von Eidechsen, besonders im jüngeren Alter. Ihr Lebensraum liegt in trockenen Gebieten. Einen Großteil ihrer Zeit verbringt sie damit, sich vor der Tageshitze zu verstecken. Nordamerikanische Rattennattern sind eierlegende Schlangen.